# Oliver Bange

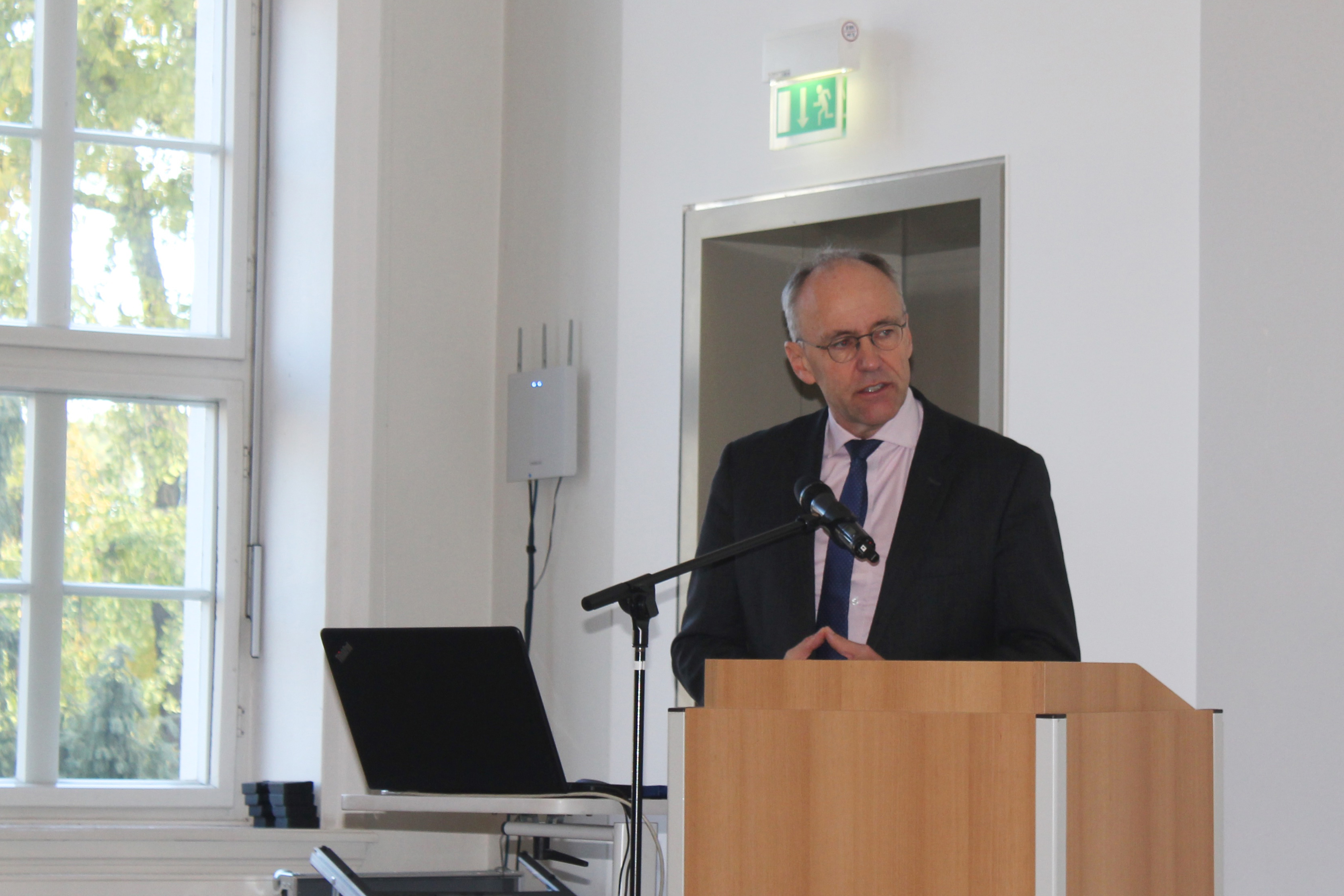
Oliver Bange auf dem Liberalismus-Kolloquium des Archivs des Liberalismus, Jena 2018

Oliver Bange (* 30. März 1964 in Gummersbach) ist ein deutscher Historiker, Sozialwissenschaftler und Publizist. Er ist Privatdozent der Universität Mannheim mit der Venia Legendi für die gesamte Neue Geschichte.

## Leben
Bange begann 1983 sein Studium der Politikwissenschaft, der Wirtschaftsgeschichte und der Mittleren und Neueren Geschichte an der RWTH Aachen und der London School of Economics (LSE), das er 1989 abschloss. In den Jahren von 1987 bis 1989 war er u. a. als Volontär beim Press and Information Office of the European Communities in London und der Staatskanzlei des Landes Nordrhein-Westfalen in Düsseldorf beschäftigt. Danach schloss Bange sein vierjähriges postgraduales Studium der Neuesten Geschichte bei Alan Sked an der London School of Economics and Political Science 1995 mit einem Ph.D. ab. Er wurde 1997 von John Barnes (London School of Economics) und John Young (University of Leicester) mit der Dissertation Die europäische und atlantische Krise von 1963 promoviert.
Im darauffolgenden Jahr nahm er eine Tätigkeit als Lektor beim Nomos Verlag in Baden-Baden auf, die er bis 1997 ausübte. Von 1998 bis 2002 war er als Researcher bzw. Redakteur beim Medienanalyse-Unternehmen Media Tenor, beim Institut für Medieninhaltsanalyse in Leipzig sowie als Redakteur der Zeitschrift Media Monitor International tätig. Im Jahr 2002 nahm Oliver Bange eine Stelle als wissenschaftlicher Mitarbeiter im Projekt „Ostpolitik und Détente“ von Gottfried Niedhart am Historischen Seminar der Universität Mannheim an, die er bis 2005 behielt. Währenddessen habilitierte er sich 2004 mit einer Arbeit Ostpolitik und Détente – Die Anfänge 1966–1969 zum Privatdozenten an der Universität Mannheim. Im Rahmen seiner Lehrtätigkeit bietet Bange dort bis heute Veranstaltungen an, zuletzt im Herbstsemester 2014 ein Hauptseminar zur deutschen Teilung und zur innerdeutschen Grenze und im Frühjahrssemester 2015 über „Geheime Orte – Russen und Sowjets in Potsdam“.
Von 2005 bis 2008 war Bange Koordinator des internationalen Forschungsprojektes „CSCE and the Transformation of Europe“. Im folgenden Jahr nahm er seine Arbeit als Historiker im Forschungsbereich „Militärgeschichte der DDR“ des Militärgeschichtlichen Forschungsamt (MGFA) auf, die er bis 2018 ausübte. Derzeit arbeitet er im Bundesministerium der Verteidigung.
Er forscht zur Geschichte des Kalten Krieges und publizierte unter anderem in Archiv für Sozialgeschichte, Militärgeschichtliche Zeitschrift, International Journal und Journal of European Integration History. Bange lebt mit seiner Familie in Potsdam.

## Rezeption
Horst Teltschik, der engste außenpolitische Berater von Kanzler Helmut Kohl, feierte den Band im Frühjahr 2014 in Potsdam öffentlich als „wichtige Dokumentation, der man möglichst viele Leser wünscht“. Der Politikwissenschaftler Werner Link rezensierte bei FAZ.NET den herausgegebenen Band Wege zur Wiedervereinigung. Die beiden deutschen Staaten in ihren Bündnissen 1970 bis 1990: „Das voluminöse Buch fasst Forschungsergebnisse einzelner Wissenschaftler zusammen, die mit unterschiedlichen Methoden und Konzepten gearbeitet haben. Auch die zentralen Begriffe – wie Ost-West-Konflikt, Kalter Krieg und Détente – differieren. In einem Punkt besteht jedoch weitgehend eine terminologische Gemeinsamkeit, nämlich in der Auffassung, dass die Détente als „antagonistische Kooperation“ zu begreifen ist.“ Außerdem resümierte er: „Nach der Lektüre des Bandes wird man die Frage weiter diskutieren wollen, welche Kurzformel adäquat ist: Wandel durch Annäherung oder Annäherung (und dann Wiedervereinigung) durch Wandel.“
Der Historiker Hermann Wentker schrieb 2014 beim Online-Rezensionsjournal Sehepunkte: „Trotz des methodisch reizvollen Ansatzes, die deutsch-deutsche Geschichte in den beiden letzten Jahrzehnten des Systemkonflikts vor allem aus sicherheitspolitischer Perspektive zu betrachten, ist das Gesamtergebnis nur teilweise überzeugend. Das liegt zum einen an der mangelnden Qualität einer Reihe von Beiträgen und zum anderen daran, dass die Beiträger in den einzelnen Kapiteln den Vorgaben der Herausgeber offensichtlich nicht immer gefolgt sind.“
Viel internationales Lob erhielt Bange auch für seine Beiträge zur Nuklear- und Geheimdienstgeschichte. So urteilte Winfried Heinemann in der Militärgeschichtlichen Zeitschrift, dass kein Beitrag in dem als Standardwerk zum NATO-Doppelbeschluss angelegten Sammelband „Entrüstet Euch!“ so viel Beachtung verdiene wie der von Bange zum Zusammenspiel von technologischen Entwicklungen, Kriegsbildern und Bedrohungsperzeptionen. Armin Grünbacher bezeichnete Banges Analyse in der renommierten English Historical Review als das „outstanding chapter“ dieses Sammelbandes überhaupt. Ähnlich positiv äußerte sich auch Rolf-Dieter Müller 2014 in der FAZ über Banges in einem bei Stanford University Press erschienenen Band enthaltene „umfassende“ Darstellung zum Kampf der DDR-Staatssicherheit gegen die Auswirkungen des internationalen Entspannungsprozesses der 1970er Jahre.
Laut Mark Kramer, dem Herausgeber des Journals of Cold War Studies und Programmdirektor des Projects on Cold War Studies der Harvard University, gehört Bange zu den „renommiertesten Historikern“ auf dem Gebiet der Entspannungspolitik des Kalten Krieges.

## Schriften (Auswahl)
Monografien/Herausgeberschaften
- The EEC Crisis of 1963 – Kennedy, Macmillan, de Gaulle and Adenauer in Conflict (= Issues of Contemporary History), mit einem Vorwort von Peter Catterall, Palgrave Macmillan, Basingstoke 1999, ISBN 0-312-22018-9.
- hrsg. mit Gottfried Niedhart: Helsinki 1975 and the Transformation of Europe. Berghahn Books, Oxford/New York 2008, ISBN 978-1-84545-491-3.
- hrsg. mit Bernd Lemke: Wege zur Wiedervereinigung: Die beiden deutschen Staaten in ihren Bündnissen 1970 bis 1990 (= Beiträge zur Militärgeschichte, Band 75), im Auftrag des Zentrums für Militärgeschichte und Sozialwissenschaften der Bundeswehr, R. Oldenbourg Verlag, München 2013, ISBN 978-3-486-71719-8.
- Sicherheit und Staat – Die Bündnis- und Militärpolitik der DDR im internationalen Kontext 1969 bis 1990 (= Militärgeschichte der DDR. Band 25). Hrsg. vom Zentrum für Militärgeschichte und Sozialwissenschaften der Bundeswehr, Ch. Links Verlag, Berlin 2017, ISBN 978-3-86153-934-6.[9]
- hrsg. mit Poul Villaume: The Long Détente: Changing Concepts of Security and Cooperation in Europe, 1950s–1980s. Central European University Press, Budapest 2017, ISBN 978-963-386-127-1.

Beiträge in Sammelbänden und Aufsätze in Fachjournalen
- British, American and German Interests behind the Preamble to the Franco-German Treaty from January 1963. In: Gustav Schmidt (Hrsg.): Zwischen Bündnissicherung und privilegierter Partnerschaft. Die deutsch-britischen Beziehungen und die Vereinigten Staaten von Amerika, 1955–1963 (= Veröffentlichungen des Arbeitskreises Deutsche England-Forschung. Band 33). Universitätsverlag Brockmeyer, Bochum 1995, ISBN 3-8196-0397-2, S. 225–280.
- Grand Designs and the breakdown of the negotiations for British membership in the EEC in January 1963. In: George Wilkes (Hrsg.): Britain’s Failure to enter the European Community, 1961–1963: The Enlargement Negotiations and Crises in European, Atlantic, and Commonwealth Relations. Frank Cass Press, London 1997, ISBN 0-7146-4221-5, S. 191–212.
- Deutschland und die britische Beitrittsfrage. In: Rudolf Hrbek/Volker Schwarz (Hrsg.): 40 Jahre Römische Verträge. Der deutsche Beitrag. Dokumentation der Konferenz anläßlich des 90. Geburtstages von Dr. h.c. Hans von der Groeben. Nomos Verlag, Baden-Baden 1998, ISBN 3-7890-5435-6, S. 278–290.
- Karlsprize, Crisis and Concurrence – Edward Heath and Britain’s European Policy in 1963. In: Guido Müller (Hrsg.): Deutschland und der Westen: Internationale Beziehungen im 20. Jahrhundert. Festschrift für Klaus Schwabe zum 65. Geburtstag (= Historische Mitteilungen. Beiheft 29). Steiner, Stuttgart 1998, ISBN 3-515-07251-9, S. 298–306.
- Kiesingers Ost- und Deutschlandpolitik von 1966–1969. In: Günter Buchstab/Philipp Gassert/Peter Lang (Hrsg.): Kurt Georg Kiesinger. 1904–1988: Von Ebingen ins Kanzleramt. (im Auftrag der Konrad-Adenauer-Stiftung). Herder, Freiburg im Breisgau 2005, ISBN 3-451-23006-2.
- Self-Induced „Americanization“ – the Role of Journalists in the Collapse of Democratic Confidence. In: William Uricchio/Susanne Kinnebrock (Hrsg.): Media Cultures (= Publikationen der Bayerischen Amerika-Akademie. Band 5). Winter, Heidelberg 2006, ISBN 3-8253-1645-9, S. 23–34.
- Die USA und die oppositionellen Bewegungen in Osteuropa 1961–1990. In: Hans-Joachim Veen/Ulrich Mählert/Peter März (Hrsg.): Wechselwirkungen Ost-West: Dissidenz, Opposition und Zivilgesellschaft 1975–1989 (= Europäische Diktaturen und ihre Überwindung. Band 12). Böhlau, Köln 2007, ISBN 978-3-412-23306-8, S. 79–95.
- NATO and the Non-Proliferation Treaty: Triangulations between Bonn, Washington, and Moscow. In: Andreas Wenger, Christian Nuenlist, Anna Locher (Hrsg.): Transforming NATO in the Cold War – Challenges beyond deterrence in the 1960’s. Routledge, London 2007, ISBN 978-0-415-39737-7, S. 162–180.
- Die CSSR-Krise 1968 – Die „Special Role“ der Neuen Ostpolitik vor dem Hintergrund westlicher Transformationsstrategien. In: Bernd Greiner/Christian Th. Müller/Dierk Walter (Hrsg.): Krisen im Kalten Krieg (= Studien zum Kalten Krieg. Band 2). Hamburger Edition, Hamburg 2008, ISBN 978-3-936096-95-8, S. 411–445.
- Ostpolitik as a source of intra-bloc tensions. In: Mary Ann Heiss/S. Victor Papacosma (Hrsg.): NATO and the Warsaw Pact – Intrabloc Conflicts. Kent State University Press, Kent 2008, ISBN 978-0-87338-936-5, S. 106–121.
- „Keeping Détente Alive“ – Inner-German Relations under Helmut Schmidt and Erich Honecker, 1974–1982. In: Leopoldo Nuti (Hrsg.): The Crisis of Détente in Europe: From Helsinki to Gorbachev 1975–1985. Routledge, London 2009, ISBN 978-0-415-46051-4, S. 230–243.
- The FRG and the GDR and the Belgrade CSCE Conference (1977–78). In: Vladimir Bilandžic/Dittmar Dahlmann/Milan Kosanović (Hrsg.): From Helsinki to Belgrade: The First CSCE Follow-up Meeting and the Crisis of Détente. V&R unipress, Bonn 2012, ISBN 978-3-89971-938-3, S. 311–344.
- The German Problem and Security in Europe: Hindrance or Catalyst on the Path to 1989–1990?. In: Mark Kramer/Vit Smetana (Hrsg.): Imposing, Maintaining, and Tearing Open the Iron Curtain – The Cold War and East-Central Europe, 1945–1989 (= Harvard Cold War Studies). Lexington Books, Lanham 2014, ISBN 978-0-7391-8185-0, S. 197–210.
- The Stasi Confronts Western Strategies for Transformation, 1966–1975. In: Jonathan Haslam/Karina Urbach (Hrsg.): Secret Intelligence in the European States System, 1918–1989. Stanford University Press, Stanford (CA) 2014, ISBN 978-0-8047-8359-0, S. 170–208.
- Der Abzug der sowjetischen/russischen Streitkräfte. In: Ministry of Unification [von Südkorea] (Hrsg.): Dokumentation der zweiten Sitzung des deutsch-koreanischen Konsultationsgremiums zu Vereinigungsfragen. Seoul 2013, S. 221–263 sowie 693–706, sowie S. 280 f. und 722 f. (koreanisch und deutsch).
- Der KSZE-Prozess und die sicherheitspolitische Dynamik des Ost-West-Konflikts 1970–1990. In: Oliver Bange/Bernd Lemke (Hrsg.): Wege zur Wiedervereinigung – Die beiden deutschen Staaten in ihren Bündnissen 1970 bis 1990. Oldenbourg Wissenschaftsverlag, München 2013, ISBN 978-3-486-71719-8, S. 87–104.
- Německý problém a bezpečnost v Evropě – Překážka, nebo katalyzátor na cestě k událostem let 1989/1990?. In: Soudobé Dějiny. Band XIX/3–4, S. 457–471, (2013).
- SS-20 und Pershing II – Waffensysteme und die Dynamisierung der Ost-West-Beziehungen. In: Christoph Becker-Schaum/Philipp Gassert et al. (Hrsg.): „Entrüstet Euch!“ – Nuklearkrise, NATO-Doppelbeschluss und Friedensbewegung. Verlag Ferdinand Schöningh, Paderborn 2012, S. 71–87.
- „The Greatest Happiness of the Greatest Number…“: The FRG and the GDR and the Belgrade CSCE Conference (1977–78). In: Vladimir Bilandžić/Dittmar Dahlmann/Milan Kosanović (Hrsg.): From Helsinki to Belgrade – The First CSCE Follow-up Meeting and the Crisis of Détente. V&R unipress, Bonn 2012, S. 225–254.
- „Scenes from a Marriage“ – East-West détente and its impact on the Atlantic Community, 1961–1977. In: Giles Scott-Smith/Valérie Aubourg (Hrsg.): Atlantic, Euratlantic, or Europe-Atlantic? Soleb, Paris 2011, S. 262–282.
- (mit Tim Geiger) Kościelne inicjatywy pojednania z Polską a polityka wielkich niemieckich partii politycznych w latach 1965–1972. In: Friedhelm Boll et al. (Hrsg.): Pojednanie i polityka: Polsko-niemieckie inicjatywy pojednania w latach sześćdziesiątych XX wieku a polityka odprężenia. Warschau 2010, S. 244–269; auf Deutsch: Die kirchlichen Versöhnungsinitiativen und die Reaktion der deutschen Volksparteien. In: Friedhelm Boll et al. (Hrsg.): Versöhnung und Politik – Polnisch-deutsche Versöhnungsinitiativen der 1960er Jahre und die Entspannungspolitik. Bonn 2009, S. 269–295.
- Zwischen Bedrohungsperzeption und sozialistischem Selbstverständnis – Die DDR-Staatssicherheit und westliche Transformationsstrategien 1966–1975. In: Torsten Diedrich, Walter Süß (Hrsg.): Militär und Staatssicherheit im Sicherheitskonzept der Warschauer-Pakt-Staaten. Ch. Links Verlag, Berlin 2010, S. 253–296.
- Comments on and Contextualisation of Polish Documents related to SOYUZ 75 and SHCHIT 88. In: Woodrow-Wilson Center, Washington 2010, CWIHP E-Dossier Nr. 20, Roundtable Discussion on Warsaw Pact Exercises SOYUZ-75 and SHCHIT-88 (wilsoncenter.org PDF).
- The GDR in the Era of Détente – Conflicting Perceptions and Strategies, 1965–1975. In: Poul Villaume/Odd Arne Westad (Hrsg.): Perforating the Iron Curtain – European Détente, Transatlantic Relations, and the Cold War, 1965–1985. Museum Tusculanum Press, Kopenhagen 2010, S. 57–77.
- „A German finger on the trigger“ – Die Furcht vor den bundesdeutschen Nuklearaspirationen, der Nichtverbreitungsvertrag und der Aufbruch in die Ära der Entspannung. In: Bernd Greiner/Christian Th. Müller/Dierk Walter (Hrsg.): Angst im Kalten Krieg (= Studien zum Kalten Krieg. Band 3). Hamburger Edition, Hamburg 2009, ISBN 978-3-86854-213-4, S. 278–307.
- Changing Concepts and Understandings of Neutrality in the Cold War: The Neutral and Non-Aligned States (N+N). In: Pascal Lottaz/Herbert R. Reginbogin (Hrsg.): Notions of Neutralities. Lexington Books, Lanham (MD) 2019, S. 29–40.